# Catedral basílica de Santa María (Halifax)
La Catedral Basílica de Santa María (en inglés: St. Mary's Cathedral Basilica) es una catedral católica de estilo gótico situada en el centro de Halifax, Nueva Escocia, al este de Canadá. Es la iglesia catedral de la arquidiócesis de Halifax-Yarmouth y es la mayor iglesia católica en la Arquidiócesis. Consagrada el 19 de octubre de 1899, se hizo una basílica en 1950 por decisión del Papa Pío XII. La basílica de la catedral de Santa María cuenta con la aguja de granito más alta de América del Norte.
La iglesia se ha ampliado de manera significativa y alterado con el tiempo. Originalmente construida de madera, fue sustituida por una estructura de piedra que comenzó en 1820 inspirada (al igual que muchas iglesias de la época) por una iglesia de Londres la de St Martin-in-the-Fields. Fue ampliada a su actual tamaño en 1869, de acuerdo con diseños de Patrick Keely que introdujeron la fachada de estilo gótico y la torre. Además de las características góticas, la aguja también incluye elementos de diseño germánicos.